# سامار
سامار (بالإنجليزية: Samar (province)) هي محافظة تقع في الفلبين في Eastern Visayas. يقدر عدد سكانها بـ 733,777 نسمة ومساحتها 6,048.03 كم2 .

## أعلام
- مايكل سينكو
- جوي مينته